# 잠시만 (라디오 프로그램)
《잠시만》은 MBC FM4U와 MBC 표준FM에서 방송되는 MBC 라디오의 설 명절, 추석 명절 캠페인이다. 2006년 1월에 첫방송을 시작하여 현재까지 방송되고 있다.

## 기획 의도
매주 7일간 각 저명인과 유명인사들의 목소리를 통해 설 명절, 추석 명절의 다양한 이야기를 청취자들과 함께 생각하는 프로그램이다.

## 방송 시간
| 방송 채널  | 방송 시간                                      |
| ---------- | ---------------------------------------------- |
| MBC FM4U   | 매일 오전 10:17, 매일 저녁 7:17, 매일 밤 9:17  |
| MBC 표준FM | 매일 아침 7:17, 매일 오후 3:17, 매일 저녁 5:17 |

## 멘트
잠시만— 오프닝 멘트

잠시만 우리 이제 고향 잘 다녀오세요~ 사랑을 나눠요— 엔딩 멘트

## 역대 스폰서
- 2006년 1월: 한국전력공사
- 경동나비엔
- 삼성전자
- IBK기업은행
- 한국도로공사